# Mirambell
|  | Aquest article tracta sobre el municipi del Maestrat aragonès. Vegeu-ne altres significats a «Mirambell (desambiguació)». |

Mirambell (en castellà i oficialment, Mirambel) és un municipi de l'Aragó que es troba a la comarca del Maestrat aragonès. Mirambell limita amb els pobles d'Olocau del Rei (al nord) (al País Valencià), Tronxó (al nord-oest), Cantavella (al sud) i la Cuba (a l'est), aquests 3 últims pobles pertanyents a la província de Terol.

## Paisatge i naturalesa

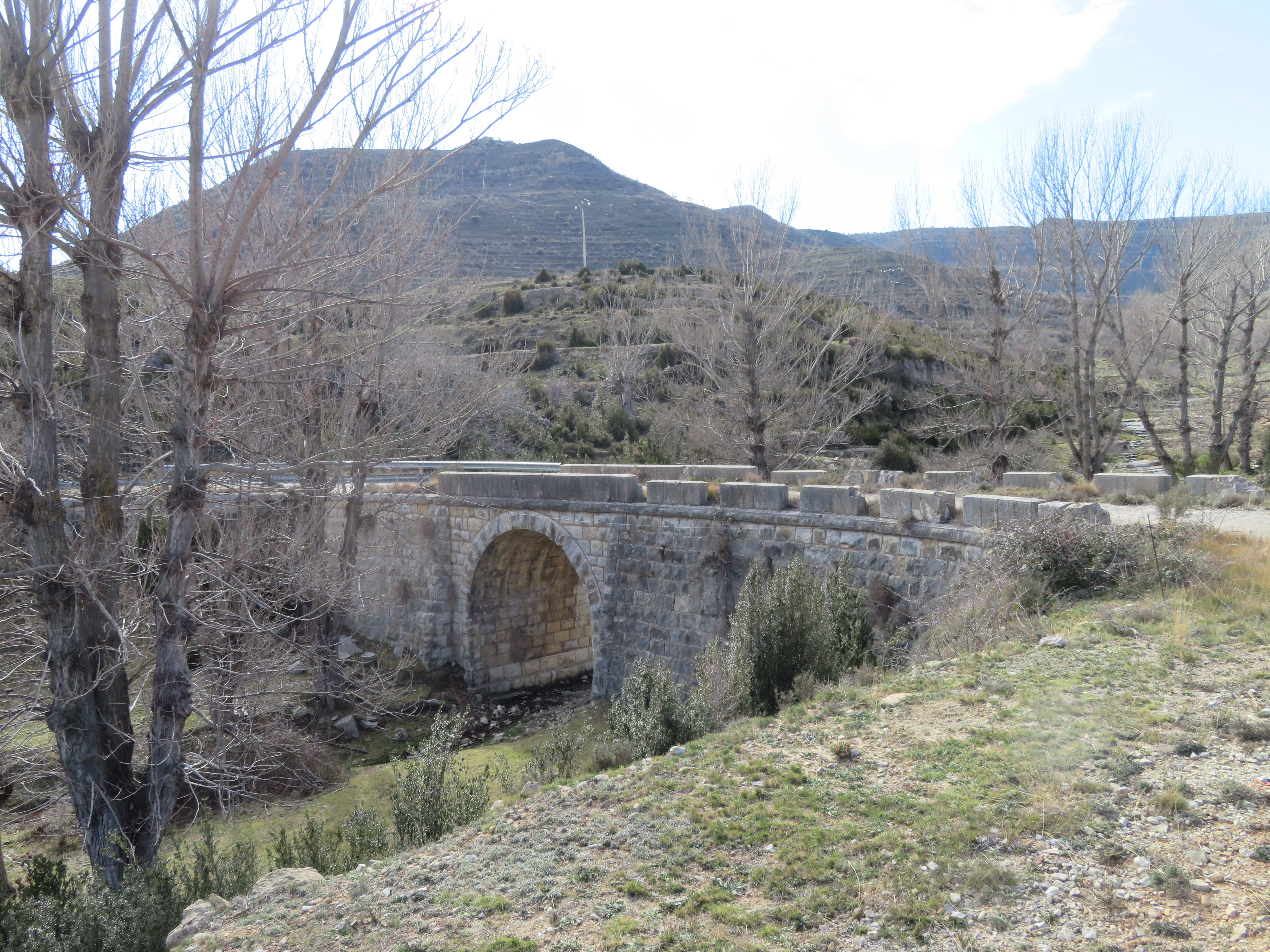
Pont del Camí Reial situat sobre el barranc del Toro Negre

Mirambell és un municipi limítrof amb el País Valencià; hi passa el riu Cantavella, que desemboca més tard en el riu Bergantes.
La massa forestal de Mirambell està prou disminuïda i predominen els prats. És destacable la vegetació de ribera del riu Cantavella, els pollancres es conserven en bon estat a la rodalia del poble.
Des de les muntanyes que envolten el poble cal destacar el mirador de Moragues, on el terme parteix amb el de la veïna població de la Cuba, que permet contemplar extensions de la província de Terol i la de Castelló, en unes muntanyes que alternen amb les prades.
La zona també és molt rica en jaciments paleontològics, i en el seu terme municipal s'han descobert, entre altres espècies, un fòssil denominat Mirambelensis Cerithium, del grup dels mol·luscs gastròpodes, que es troba en els extractes marins del cretaci del qual l'holotip és aragonès. Està en projecte la instal·lació del Centre d'Interpretació del Patrimoni Arquitectònic del Maestrat.

## Història
Es perd en l'obscuritat dels temps de la fundació d'aquesta vila, havent pertangut al domini de diferents senyors, que la gaudiren de les seves rendes. A Mirambell li fou concedit el mateix Fur Lliure de Saragossa pel Rei Alfons, l'any 1157. L'any 1169, Alfons II va conquerir tota la frontera sarraïna, pujant per Alcanyís, Maella, Castellote, Mirambell, Cantavella i el Val de Xarque. El Rei cedí les seves cartes de població o de repoblació als seus moradors per mitjà del mestre de Sant Redemptor Gastón de Castellot. Arran de la conquesta, el Rei hagué de cedir la Vila a un Senyor principal.
A l'era de 1233, que és any del Senyor 1195 el rei Alfons d'Aragó, va fer una donació a Gastón, Mestre de la religió de Sant Redemptor, d'un lloc, que era Cantavella i sis més, perquè formara una Bailia independent del Convent establert en Terol. Amb tot açò es va promoure un gran cisma, que ocasionà molts disgustos a Terol, donant lloc a la separació de moltes aldees que arribaren a exercir la jurisdicció civil i criminal. A Alfons II d'Aragó succeí al seu fill Pere II, que confirmà la donació a l'Orde del Temple. En la possessió de les tres Bailies de Cantavella, Castellote i Aliaga succeí als Templaris l'Orde de Sant Joan de Jerusalem.
A la Guerra de la Independència, nomenat capità general Joaquín Blake intenta i aconsegueix desallotjar els francesos d'Alcanyís. Mirambell passà pel dur moment de veure endur-se alguns dels seus fills com a ostatges. Els francesos s'enduren una gran partida de blat que existia en el graner de la Bailia, diners i un bon nombre de caps de bestiar. En Mirambell es reuniren un gran nombre de forces, per estar al cobert i defensa de les seves fortes muralles. I després de la rendició de Morella el 22 d'octubre de 1813, desaparegueren per complet els francesos en el Baix Aragó, fins a l'eixida de les tropes franceses d'Espanya en maig de 1814.
En la Primera Guerra Carlina, a principis de 1835 aparegueren les primeres partides carlines en la província de Terol. A l'octubre de 1836 el general Evaristo San Miguel posà setge a Cantavella amb Agustín Nogueras Pitarque, i l'u de novembre es rendeix i passà per ganivet a la seva guarnició. El novembre de 1836, Cabrera tornà del nord i visità la zona.
El dia 24 de febrer de 1837 fou infaust per a Mirambell, perquè la guarnició de Cantavella tornava a Morella i en arribar a la Todolella foren hostilitzats pels carlins. Els soldats de la Reina es defensaren en retirada fins a arribar a Mirambell, retirant-se a l'Església des d'on es varen defendre. La nit del 24 de febrer del 1837, el capitost carlí Josep Miralles Marín el Serrador, manà calar foc. El temple quedà en un muntó d'escombraries. El cap de bàndol carlí Juan Cabañero y Esponera recuperà Cantavella el 25 d'abril i ja des d'aquella data fou dominada igual que Morella fins a la terminació de la guerra en tot el Maestrat.
En 1837 el carlí Ramon Cabrera va organitzar la fundació de canyons en Cantavella i alçà una altra fàbrica de pólvora i foneria de fuselleria en Mirambell. L'11 de febrer de 1838 descansaren en Mirambell de pas a Cantavella els presoners de l'acció d'Herrera, que quedaren amb vida en Beseit. La retirada de D. Carlos des de les portes de Madrid fa entendre a Cabrera la inutilitat i ineficàcia de la seva causa. Els moviments de l'exèrcit constitucional provoca que no quede en Mirambell més que una brigada d'artilleria carlina.
L'abril de 1839, el general Ayerbe dona als carlistes Villarluengo i Tronxó i el 9 del mateix mes batre a totes les forces fortificades dins dels murs de Mirambell. En maig Cabrera visita novament Mirambell i Cantavella, però es desespera al saber la fuga de D. Carlos a França. No obstant això, Cabrera no abandona aquests pobles i quan s'aproxima el Duc de la Victòria amb un exèrcit de 80.000 homes i 6.000 cavalls, reuneix en Mirambell als seus generals, on imprimeix i publica el seu cèlebre proclama. En 1840 el general O'Donnell pren Cantavella, Mirambell i la Cuba. El 26 de març pren Espartero Morella, Castellote, Segura i Horcajo, expulsant a Cabrera a Catalunya.
A la Segona Guerra Carlina, a primers d'agost de 1872, aparegueren en Mirambell les primeres forces carlines. Es presentaren amb trabucs, ganivets i pistoles i demanaren a l'alcalde armes i diners. No els seguí cap fill de la vila. Pocs dies tardaren a presentar-se altres partides per tota la província, a la vegada que dues petites columnes de l'exèrcit liberal. Declarada oficialment la guerra a últims de 1872 en Aragó, s'alçaren moltes partides que fracassaren en els principis de la campanya. Marco de Bello fou el que donà el crit oficial en Aragó. Se succeïen les forces carlines amb les liberals amb molta freqüència. Encara que els generals Despujol i Martínez Campos, recorregueren constantment la província, no aconseguiren evitar que Mirambell fos visitada i molestada per lleugeres partides.
El 6 de juliol de 1873 aparegué per Mirambell noves forces carlines i el 9 de juliol arribaren al poble pels caps de bàndol. El 27 d'agost del 1873 foren sorpresos els carlistes en Cantavella, caient presonera una guarnició composta per 750 homes. En aquesta data el Govern manà concentrar moltes forces, apoderant-se de Cantavella, Mosquerola, Mirambell, Tronxó i la Cuba, reunint-se vint-i-quatre mil homes manats pels generals Jovellar, Despujol i Martínez Campos, que obligaren a les acaballes de la guerra.
L'any 1980 és declarada de conjunt històric-artístic la vila de Mirambell, per ser vila carregada d'història, conservant en la seva totalitat el recinte emmurallat i les notables construccions sense alterar la imatge i l'ambient Medieval. L'Associació Internacional per a fomentar la protecció del Patrimoni Artístic, Cultural i Nacional, més coneguda com a Europa Nostra, concedí l'any 1981 la medalla d'Or a la vila de Mirambell per les tasques de restauració, amb projecte i direcció de l'Arquitecte de Miguel Ángel López. La medalla l'entregà personalment S.M. la Reina Sofía el dia 30 de juny de 1982, en la seva visita a la població. Com agraïment se li coneix a S.M. la Reina el títol de Filla Adoptiva de Mirambell l'any 1984, sent entregat per l'Ajuntament en el Palau Reial de Madrid.
Mirambell ha sigut, a més, escenari escollit per al rodatge de sèries per a la televisió i pel·lícules. La més important rodada pel director anglès Ken Loach, sobre els brigadistes de la Guerra Civil espanyola, en 1994, Terra i llibertat.

## Edificacions

### Convent de les monges agustines
Es perd en l'obscuritat dels temps la fundació de l'antiga ermita de Santa Catalina Màrtir. Se sap que en 1342 es donà permís per a reconstruir una ermita extramurs de la vila. En 1413 el Justiciable Bayle i altres havien incorregut en excomunió per haver-hi enderrocat l'ermita per a la construcció d'una part de les muralles, pels templers.
A l'abril del 1564 la vila cedí en usdefruit la nova ermita per a fundar el convent de les religioses Agustines. En 1789 la vila cedí el domini directe de l'ermita. A mitjans d'abril del 1564 agafà possessió la seva fundadora, procedent de València. Amb el temps es va fer cèlebre i ric aquest convent.
La fama del convent de Mirambell prompte donà resultats i va haver necessitat de què sortiren fundadores per a diferents punts d'Espanya. Morella fou la segona en imitar-la. A la fundació del de Morella el succeïren el de Rubiols en 1625 i el de Sant Mateu en 1630. En 1647 sortiren de Mirambell fundadores per al convent de la mateixa ordre en Saragossa. El convent fou destruït pel lloc dels francesos i reedificà la seva església en 1831. L'església de Santa Catalina Màrtir és de dimensions regulars i de bella construcció, estant addicionada al convent i casa que foren l'antic hospital. L'altar major de l'església obeeix a l'ordre salomònica. Existeixen altres retaules gòtics i gastades inscripcions. En el pati o l'horta del convent estava enclavada una de les torres rodones que fortificaven i resguardaven la vila. Es manà tirar-la avall en 1892, sense respectar les inscripcions àrabs que tenia.

### L'Església Parroquial

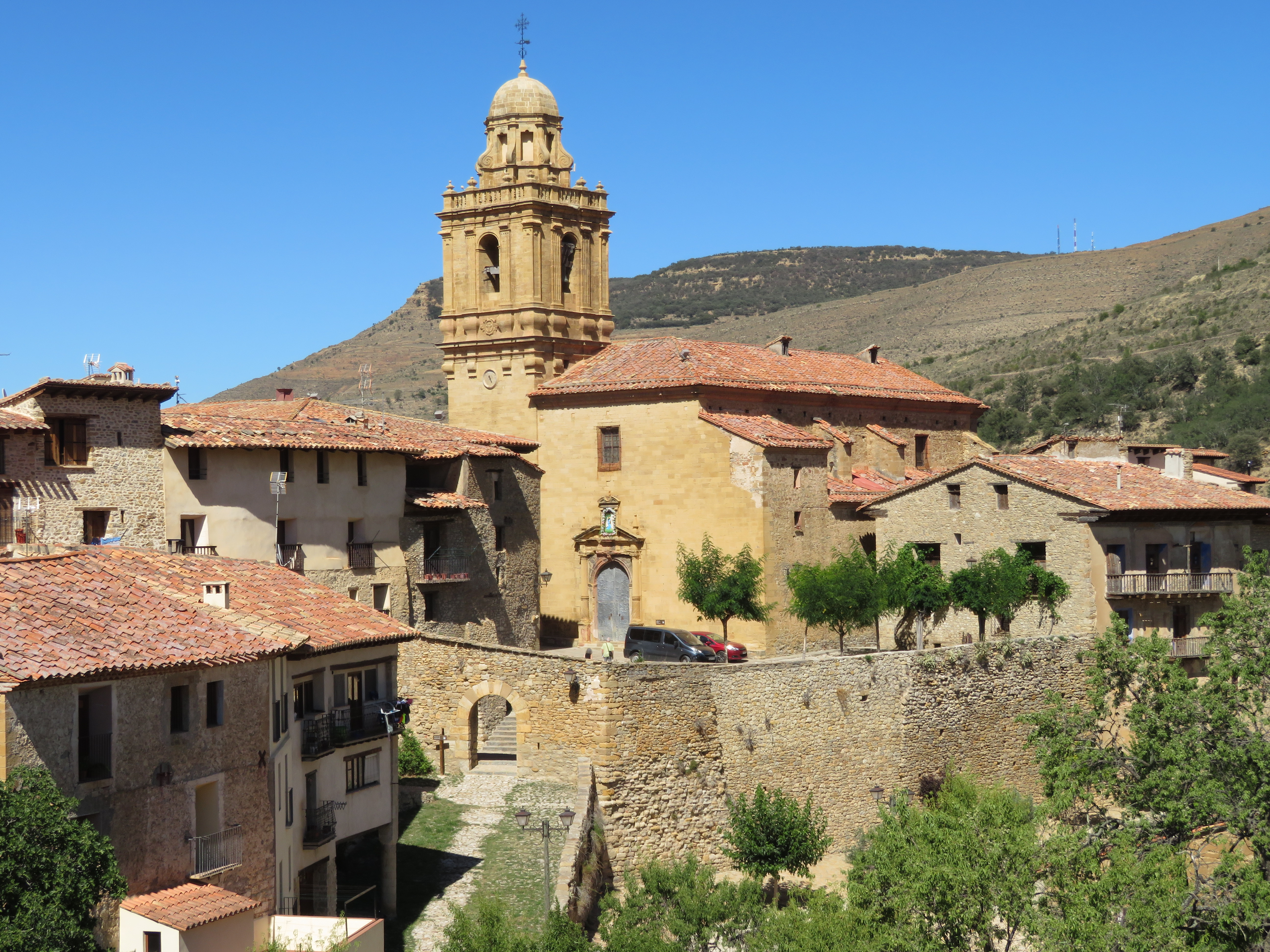
Vista de les muralles de la vila, amb l'Església Parroquial darrere

L'antiguitat d'aquesta vila es fa patent per la referència a les seves esglésies en la carta pobla. El Rei Jaume II concedeix autorització per a arribar recursos a la seva reparació en 1308. El 12 de setembre de 1679 encontrem un acord dels seus veïns per a fabricar la nova planta.
Les circumstàncies de la Guerra Carlina de l'any 1836, fou una gran desgràcia per a Mirambell. Els Carlistes calaren foc a l'església parroquial i amb l'incendi de l'església es perderen moltes preciositats artístiques, imatges i retaules.
Després de l'incendi de la Guerra de l'any 1843, quedaren en peus les parets de l'església i la torre, que foren utilitzades per a la reconstrucció, quedant les empremtes del criminal succés. Amb l'incendi desaparegueren els panteons que existien en els altars de l'església.
L'arquitecte que s'encarregà de l'obra de reparació, fou Salvador Minero de València, amb el que la junta li va concedir la direcció per la quantitat de 4.000 reals.

### Muralles
Les fortes muralles de pedra que envolta totalment la vila, en part estan ocultes per les cases adossades a aquestes, però queden visibles, no sols en alguns trets, sinó sobretot en tota la part nord, que donen prestància, recordant les fortaleses dels temps antics. Part de les mateixes foren construïdes pels cavallers templers i les acabaren els Santjoanistes.
Existien almenys cinc fortes torres; queden, més o menys completes, dues rodones per la part nord, formant un conjunt de sòlida construcció. Es componia la vila en aquella data de la part baixa de la població carrers immediates a l'església, agregant-se més tard, el carrer Major.

### Casa Consistorial
El bell palau consistorial fou acabat en 1615. Els seus esvelts i atrevits arcs de carreu, els seus ventanals, el seu trinquet, la seva espaiosa sala, indiquen una època de gust i de grandesa.
Els seus baixos serviren antigament de presó preventiva, i en la seva sala principal, s'han representat funcions, Figura en la seva fatxada l'escut de la vila tallat en pedra. L'edifici es nota per la seva bellesa i severa arquitectura.

### Hospitals
L'hospital més antic que es recorda i que està consignat, era fora de la vila; però el cert és que un altre antic hospital estava junt a l'església de Santa Catalina.
L'1 d'abril de 1564 la vila cedí en usdefruit aquest hospital i l'església de Santa Catalina a les religioses Agustines Ermitanyes per a fundar el seu Convent.
Durant la gran epidèmia que regnà a la vila l'any 1648, s'utilitzà per a l'hospital una casa, els Castellots, de la que encara en queden restes prop de Sant Roc.

### Cementeris
Unit a l'església parroquial existia un dels cementeris antics del que en queden restes. Era bastant major, però a l'ampliar-se l'església l'any 1689, quedà reduït al que és avui.
Junt a la muralla de la plaça i unit a la casa de Pastor, avui rectoria, degué existir en temps llunyans, una necròpolis, ja que el rector de la Universitat de València, Nicolás Ferrer Julve en 1860, descobrí enterraments de l'època primitiva amb destral de pedra i altres objectes que regalà a l'Arqueologia de València.
Les famílies nobles i riques gaudien de sepultura en altars de l'església.
En 1840 sent alcalde Juan Pastor, s'inaugurà el Cementeri nou. Situat en l'altura anomenada del Calvari i unit a l'antiga ermita dedicada al Sant Sepulcre, de fundació molt antiga.

## Demografia
| 1991 |  | 1996 |  | 2001 |  | 2004 |  | 2007 |  | 2008 |  | 2021 |
| ---- |  | ---- |  | ---- |  | ---- |  | ---- |  | ---- |  | ---- |
| 160  |  | 144  |  | 145  |  | 137  |  | 131  |  | 129  |  | 111  |

## Administració i política
| Període     | Alcalde o alcaldessa      | Partit polític | Data de possessió | Observacions |
| ----------- | ------------------------- | -------------- | ----------------- | ------------ |
| 1979–1983   |                           |                | 19/04/1979        | --           |
| 1983–1987   |                           |                | 28/05/1983        | --           |
| 1987–1991   |                           |                | 30/06/1987        | --           |
| 1991–1995   |                           |                | 15/06/1991        | --           |
| 1995–1999   |                           |                | 17/06/1995        | --           |
| 1999–2003   |                           |                | 03/07/1999        | --           |
| 2003–2007   | Ricardo Monforte          | PSOE           | 14/06/2003        | --           |
| 2007–2011   | Ricardo Monforte          | PSOE           | 16/06/2007        | --           |
| 2011–2015   |                           |                | 11/06/2011        | --           |
| 2015–2019   |                           |                | 13/06/2015        | --           |
| 2019-2023   | Mari Carmen Soler Monfort | PSOE           | 15/06/2019        | --           |
| Des de 2023 | n/d                       | n/d            | 17/06/2023        | --           |

## Llocs d'interès

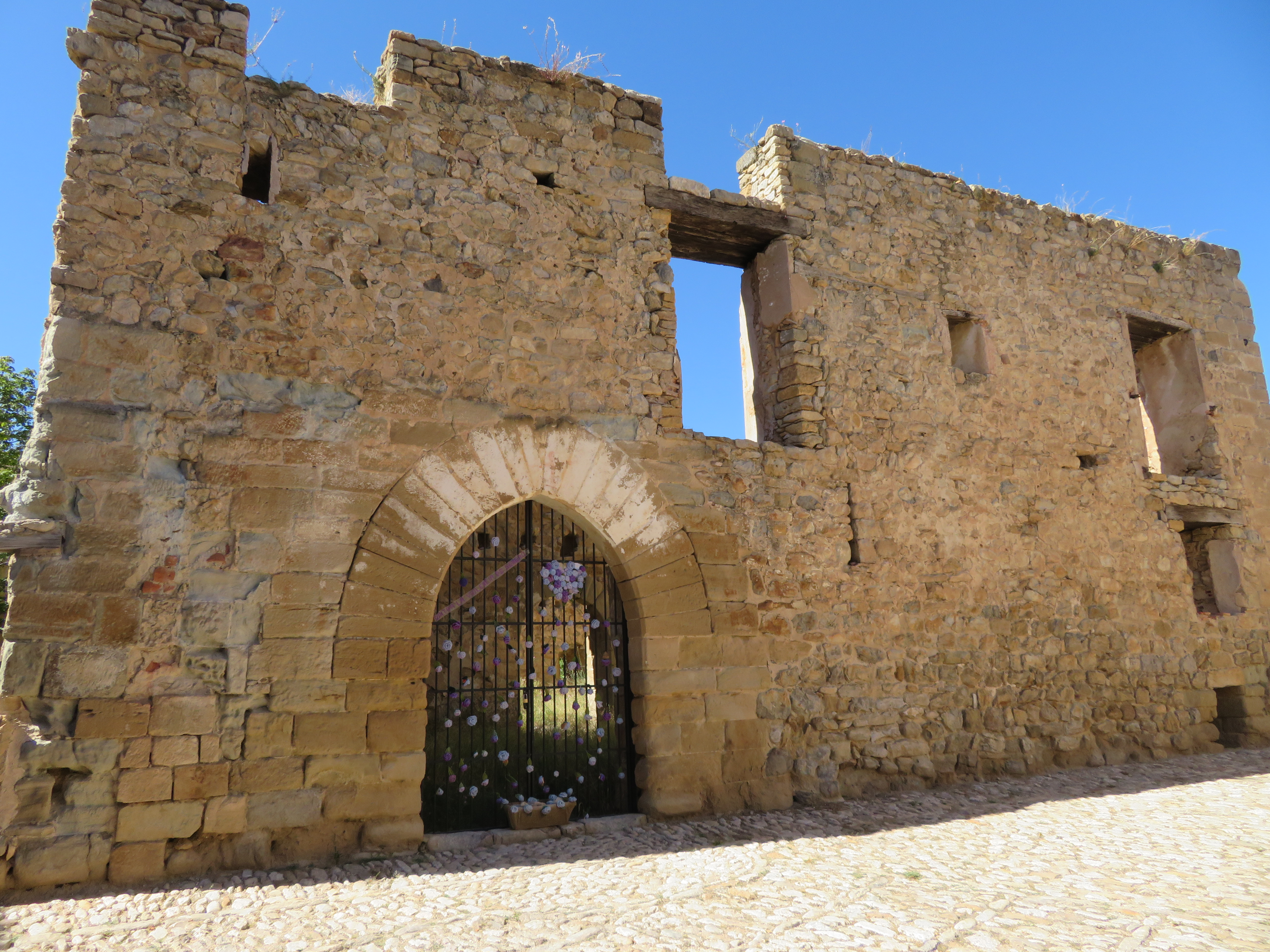
Castell - Palau de l'Orde de Sant Joan de Mirambell

- Castell - Palau de l'Orde de Sant Joan de Mirambell. Enderrocat en el segle xix, ha sigut consolidat conservant algun dels seus murs i arcs que daten del segle xiii. Ara li cal una restauració.
- Mas de la Torre de Santa Anna de Mirambell. Aquest mas, actualment fora d'ús, conserva la torre medieval amb remat emmerletat així com una petita muralla que rodeja el conjunt.
- Muralla de Mirambell. Dels segles XIII-XV, el seu traçat es conserva gairebé completament, malgrat que alguns trams han sigut transformats per a la construcció d'habitatges.
- Torre del Mas de la Torre de Mirambell. Conjunt d'edificacions actualment en ús, que encara que avui dia no conserva cap element de fortificació, posseeix arcs, finestres i dintells del segle xiv-XVII.
- riu Cantavella.
- Mirador de Moragues.

## Festes
- Sant Antoni: 16 de gener. Popularment conegut en la població com La Sanantonada.
- Sant Jordi: 23 d'abril.
- Sant Cristòfol: 1 de maig.
- Romeria a l'ermita de Santa Anna: 12 de maig.
- Sant Roc: 15 d'agost.
- Sant Marí: 11 de novembre.